# Histoire de Washington, D.C. pendant la guerre de Sécession

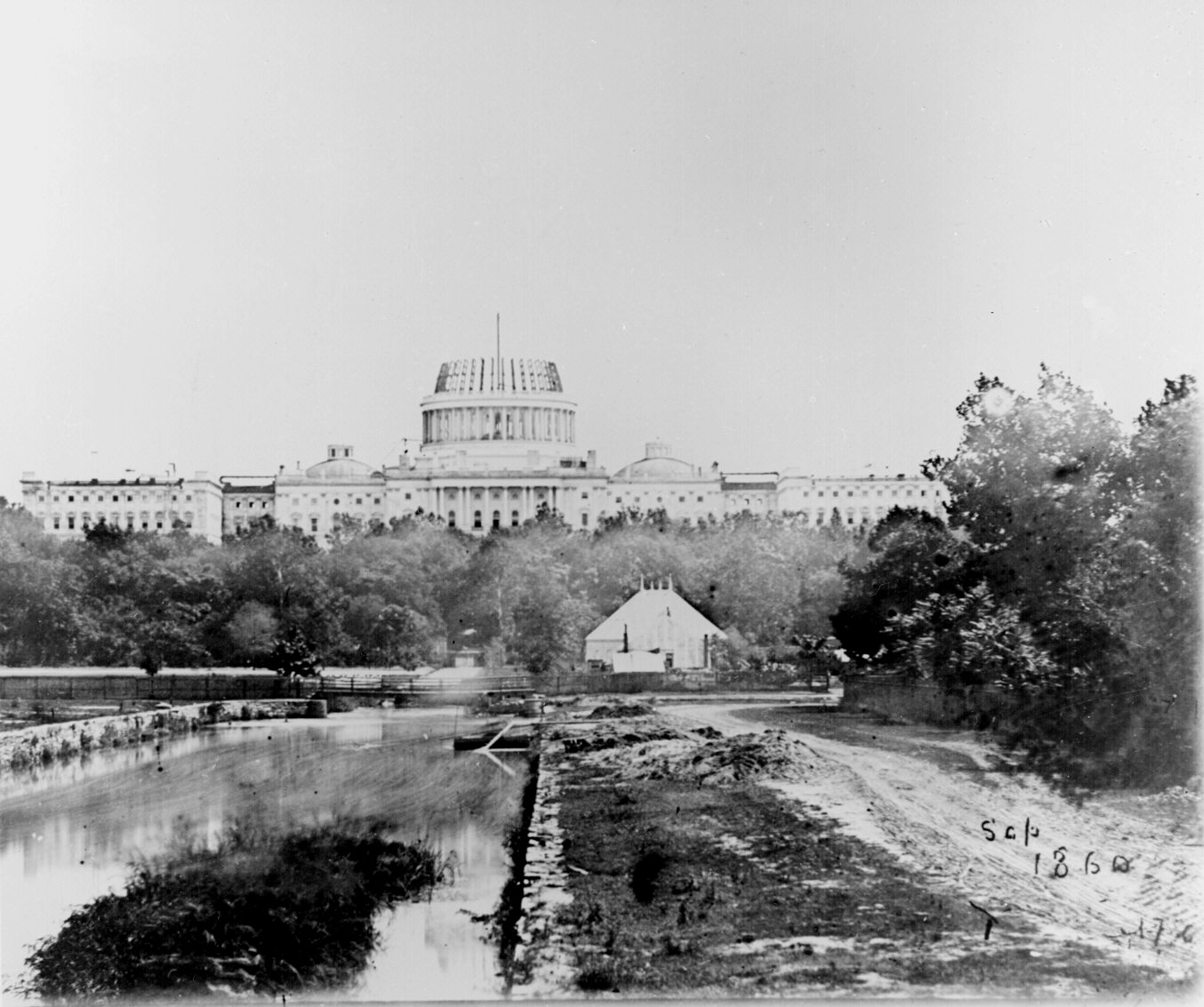
Le président Abraham Lincoln insista pour que la construction du Capitole continue durant la guerre de Sécession.

En tant que capitale des États-Unis, le district fédéral de Washington, D.C. devint un considérable état-major civil, quartier général militaire, et centre logistique pendant la guerre de Sécession. Défendre la capitale devint une priorité majeure du département de la Guerre, celle-ci ayant souvent dicté la stratégie militaire.

## Officiers célèbres de la guerre de Sécession de Washington, D.C.
Le District de Columbia, comprenant Washington ou Georgetown attenant, est le lieu de naissance de plusieurs généraux de l'Union et amiraux, ainsi que des officiers supérieurs confédérés.

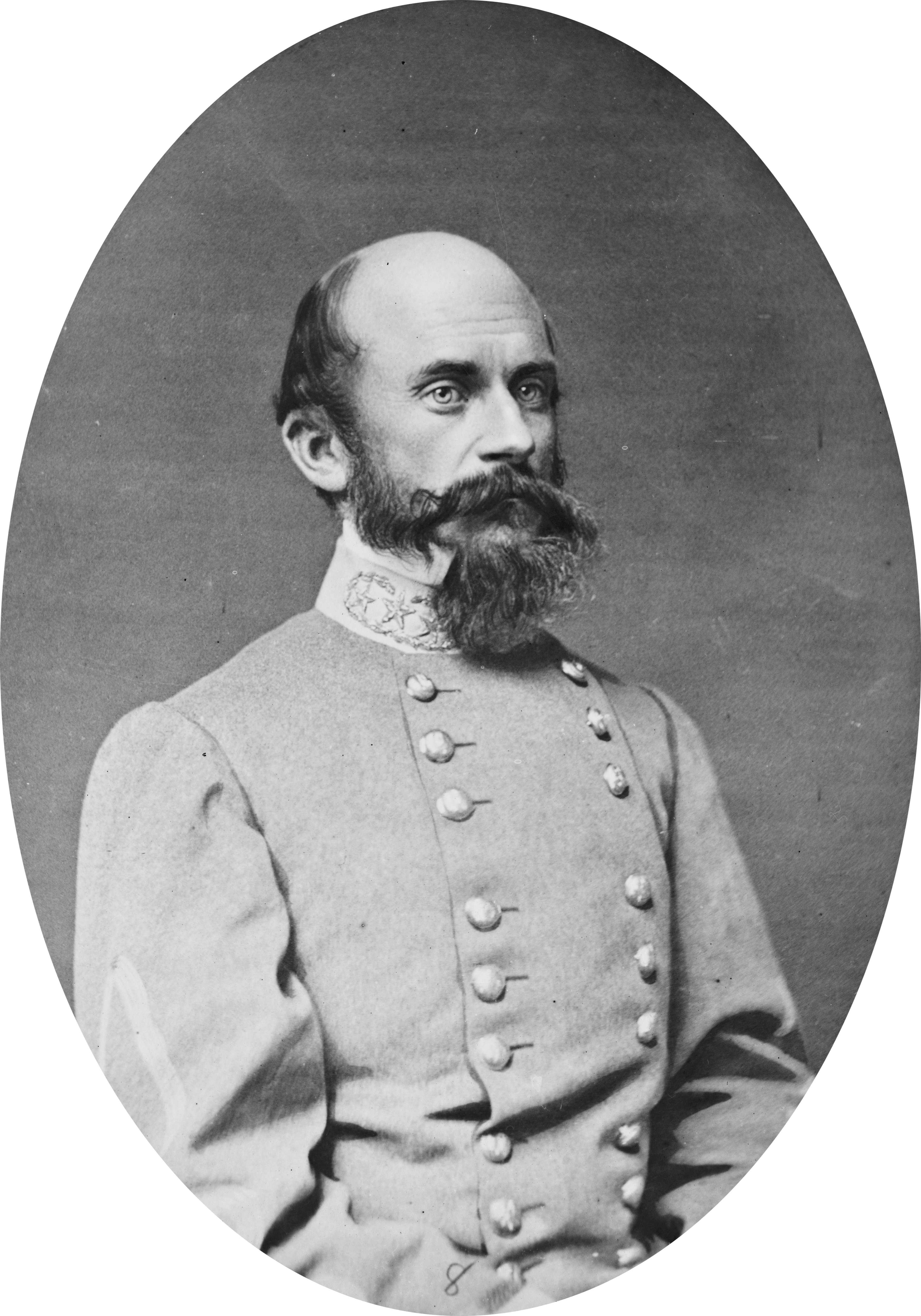
Lt. Gen. Richard S. Ewell CSA
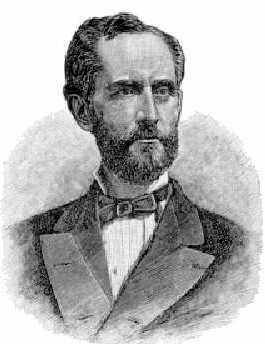
Maj. Gen. Manning Force USA
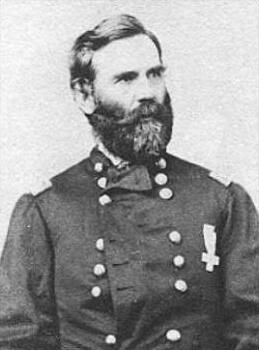
Bvt. Maj. Gen. George W. Getty USA
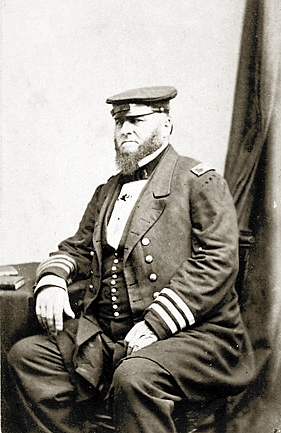
Amiral Louis M. Goldsborough USA
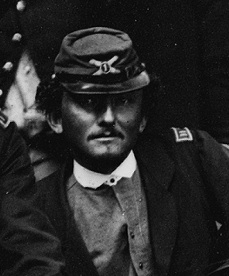
Maj. Gen. William Montrose Graham USA
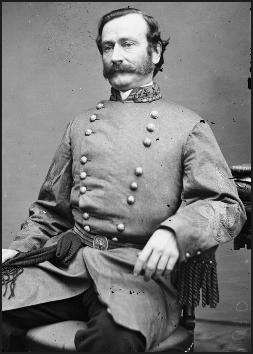
Maj. Gen. Mansfield Lovell CSA
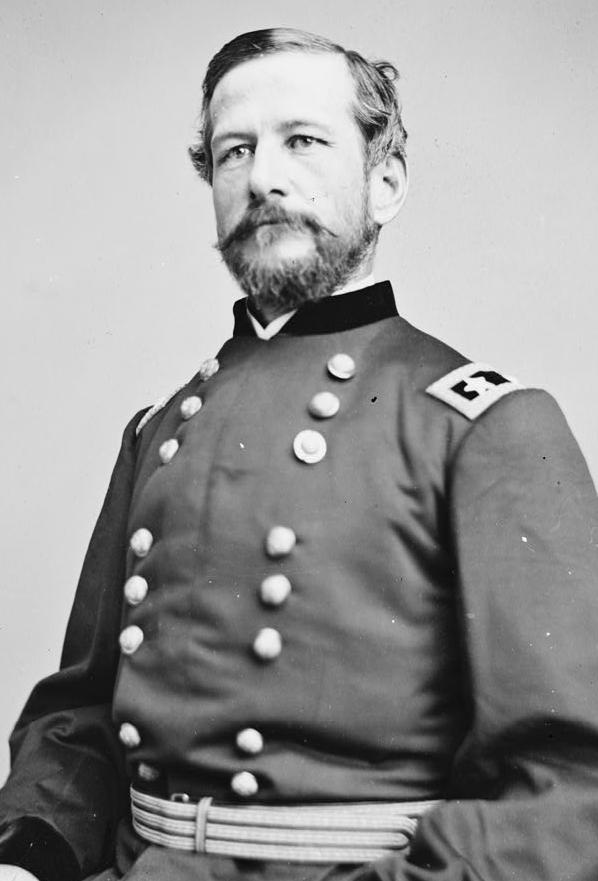
Maj. Gen. Alfred Pleasonton USA

D'autres personnalités importante de la guerre de Sécession sont nées dans la région proche dont le sénateur confédéré Thomas Jenkins Semmes, général de l'Union John Milton Brannan, John Rodgers Meigs (dont la mort suscite la controverse dans le Nord), et le commandant de brigade confédéré Richard Hanson Weightman.